# تشاتسوورث (جورجيا)
تشاتسوورث (بالإنجليزية: Chatsworth, Georgia)‏ هي مدينة تقع في مقاطعة موري، جورجيا بولاية جورجيا في الولايات المتحدة. تبلغ مساحة هذه المدينة 12.3 (كم²)، وترتفع عن سطح البحر 227 م، بلغ عدد سكانها 4299 نسمة في عام 2010 حسب إحصاء مكتب تعداد الولايات المتحدة.

## أعلام
- جيم غرينغراس
- جيمس إل. تيري

## وصلات خارجية
- Cities & Counties - Georgia.gov